# Carl-Axel Acking
Carl-Axel Acking (Helsingborg, 8 marzo 1910 – Lund, 12 giugno 2001) è stato un architetto e designer svedese.

## Formazione
Acking ha compiuto i suoi studi tra la Konstfackskolan (Collegio Universitario di Arti, Artigianato e Design) e il Kungliga Tekniska Högskolan (Regio Instituto di Tecnologia) a Stoccolma, tra il 1930 e il 1939.
Durante gli anni della formazione ha collaborato con Erik Gunnar Asplund alla progettazione del tribunale di Göteborg.
Nel 1937 ha partecipato alla Exposition Internationale des Arts et Techniques dans la vie moderne di Parigi e nel 1939 è stato presente alla Fiera mondiale di New York e ha aperto il suo studio nella capitale svedese.

## Attività
Acking si distinse dagli altri architetti svedesi poiché non si preoccupava soltanto della progettazione degli edifici ma anche dei loro interni. L'attività del designer fu premiata nel 1952 col Premio Lunning.
Nel 1955 si occupò della progettazione per l'edificio per l'esposizione H55.
Acking insegnò design al Konstfackskolan tra il '43 e il '64 ed estetica all'Università di Lund tra il '65 e il '76.

### Architettura
Tra i suoi progetti architettonici è da ricordare l'Hotel Hässelby di Stoccolma, gli interni delle navi North Star Line, dell'ambasciata svedese a Tokyo e dell'Hotel Malmen di Stoccolma.

### Design
Il designer produsse mobili per le industrie Nordiska Kompaniet e Svenska Möbelfabrikerna, e per l'Associazione degli artigiani di Stoccolma. Oltre al disegno di prodotti di arredo si occupò anche della progettazione di carta da parati, di una cabina telefonica, tessuti e sistemi di illuminazione.
Nel 1944 progettò una sedia in legno curvato con seduta e schienale in compensato che venne premiata poiché facilmente montabile e riproducibile.
Nel 1949 nell'ambito della progettazione degli interni dell'Hotel Malmen creò una poltrona con sedili imbottiti removibili in modo da poter essere puliti o riparati, e una sedia da pranzo facilmente componibile perché formata da soli cinque elementi.